# Stethojulis trilineata
Stethojulis trilineata е вид бодлоперка от семейство Labridae. Видът не е застрашен от изчезване.

## Разпространение и местообитание
Разпространен е в Австралия, Американска Самоа, Вануату, Виетнам, Индонезия, Камбоджа, Малайзия, Малдиви, Мианмар, Микронезия, Нова Каледония, Палау, Папуа Нова Гвинея, Провинции в КНР, Самоа, Сингапур, Соломонови острови, Тайван, Тайланд, Тонга, Уолис и Футуна, Фиджи, Филипини и Япония.
Обитава морета и рифове. Среща се на дълбочина от 0,4 до 20 m, при температура на водата от 27 до 29,3 °C и соленост 32 – 35,3 ‰.

## Описание
На дължина достигат до 15 cm.